# Gurania simplicifolia
Gurania simplicifolia är en gurkväxtart som först beskrevs av Julian Alfred Steyermark, och fick sitt nu gällande namn av Charles Jeffrey. Gurania simplicifolia ingår i släktet Gurania och familjen gurkväxter. Inga underarter finns listade i Catalogue of Life.